# EW54
EW54 – trójwagonowe elektryczne zespoły trakcyjne produkowane dla PKP w latach 1950–1952 przez szwedzką firmę ASEA. Do roku 1953 zostały dostarczone 44 EZT tej serii, które wycofano na początku lat 80.

## Historia

### Geneza
Po II wojnie światowej zaistniała potrzeba odbudowy i elektryfikacji Warszawskiego Węzła Kolejowego. W roku 1946 rozpoczęto rozmowy ze szwedzkim koncernem ASEA traktujące o dostawie urządzeń i taboru elektrycznego.

### Produkcja
ASEA wyprodukowała specjalnie na potrzeby PKP 44 sztuki EZT serii EW54. Pierwsze trzy jednostki dostarczono w grudniu 1950, pozostałe dotarły do Polski w latach 1951–1953.

## Konstrukcja
EW54 składały się trzech wagonów – wagony skrajne były wagonami rozrządczymi (sterowniczymi), środkowy natomiast był wagonem silnikowym.
Ze względu na spodziewane w WWK zagęszczenie przystanków, a tym samym zmniejszenie średniej odległości między przystankami, konieczne było zwiększenie mocy ciągłej silnika trakcyjnego tego zespołu do 120 kW i odpowiednio mocy godzinowej do 166 kW. Zrezygnowano z zastosowania wspólnych wózków dla wagonów doczepnych tak jak to miało miejsce w EZT serii EW51, gdyż okazały się one kłopotliwe w eksploatacji i przy naprawach.
Schemat elektryczny tej serii był bardzo zbliżony do układu elektrycznego serii EW51. Zrezygnowano jedynie z zabezpieczenia całości obwodów WN bezpiecznikiem topikowym, jaki był zastosowany przed wojną przez Anglików. Rozwiązanie to było trudne eksploatacyjnie, gdyż bezpiecznik umieszczony na dachu eksplodował przy zwarciach i powstawało niebezpieczeństwo porażenia pasażerów, więc został wyeliminowany w praktyce przez PKP. Utrzymano bezpiecznik dla obwodów mniejszej mocy, tj. przetwornicy i ogrzewania. Jako zabezpieczenie obwodu głównego zastosowano wyłącznik główny.

## Eksploatacja
EW54 zostały stworzone z myślą o WWK i właśnie tam je skierowano. Eksploatację tej serii zakończono na początku lat 80. XX wieku.